# Subwoolfer
Subwoolfer is een Noors muziekduo dat opvalt vanwege hun gele (op een wolvenkop lijkende) maskers. In 2022 deed het duo mee aan de Noorse voorselectie van het Eurovisiesongfestival, genaamd Melodi Grand Prix. Doordat het duo dit programma won, mochten ze meedoen aan het Eurovisiesongfestival 2022 met hun lied 'Give That Wolf a Banana'. Hun identiteit werd op 4 februari 2023 publiekelijk onthuld als Ben Adams en Gaute Ormåsen, tijdens de finale van Melodi Grand Prix 2023. De naam van het duo is een combinatie van 'Subwoofer' en 'Wolf'.

## Eurovisiesongfestival 2022

### Voorselectie
Op 10 januari 2022 maakte de Noorse publieke omroep Norsk Rikskringkasting bekend dat Subwoolfer zou deelnemen aan het programma Melodi Grand Prix, de Noorse selectie van het Eurovisiesongfestival. Met hun lied 'Give That Wolf a Romantic Banana' zouden ze in de derde heat van het songfestival optreden, maar door een positieve Covid-19-test werd hun optreden verplaatst naar de vierde heat. Ze kwalificeerden zich voor de finale op 19 februari, waar ze met 368.106 stemmen als eersten eindigden en dus Noorwegen mochten vertegenwoordigen op het Eurovisiesongfestival in Turijn. Ze traden als zestiende aan tijdens de eerste halve finale van het liedjesfestijn op 10 mei 2022.

### In Turijn
Noorwegen trad als zestiende aan tijdens de eerste halve finale van het Eurovisiesongfestival op 10 mei 2022. Het Noorse duo eindigde in de eerste halve finale op een zesde plaats met 177 punten, waarmee zij zich kwalificeerden voor de finale. In de grote finale traden ze als zevende op. Noorwegen werd tiende met 182 punten, waarvan slechts 36 punten van de jury kwamen en er 146 werden gegeven door de kijkers. Noorwegen behaalde voor het eerst sinds drie jaar weer de top 10 op het songfestival.

## Discografie

### Singles
| Titel                               | Jaar | Album |
| ----------------------------------- | ---- | ----- |
| "Give That Wolf a Banana"           | 2022 | -     |
| "Give That Wolf a Romantic Banana"  | 2022 | -     |
| "Melocoton"                         | 2022 | -     |
| "Howling"                           | 2022 | -     |
| "Having Grandma Here for Christmas" | 2022 | -     |
| "Worst Kept Secret"                 | 2023 | -     |
| "We Wrote a Book"                   | 2023 | -     |
| "Coco Pops"                         | 2023 | -     |
| "I Think I Killed Rudolph"          | 2023 | -     |